# Велика Трновитица
Велика Трновитица је насељено место и седиште општине у Бјеловарско-билогорској жупанији, Република Хрватска.

## Историја
До територијалне реорганизације у Хрватској налазила се у саставу бивше велике општине Гарешница.

## Становништво
На попису становништва 2011. године, општина Велика Трновитица је имала 1.370 становника, од чега у самој Великој Трновитици 631.

## Попис1991.
На попису становништва 1991. године, насељено место Велика Трновитица је имало 808 становника, следећег националног састава:
| Попис 1991.‍  | Попис 1991.‍  | Попис 1991.‍ | Попис 1991.‍ | Попис 1991.‍ |
| ------------ | ------------ | ----------- | ----------- | ----------- |
|              |              |             |             |             |
| Хрвати       | Хрвати       |             | 760         | 94,05%      |
| Чеси         | Чеси         |             | 9           | 1,11%       |
| Мађари       | Мађари       |             | 6           | 0,74%       |
| Срби         | Срби         |             | 6           | 0,74%       |
| Југословени  | Југословени  |             | 3           | 0,37%       |
| Словенци     | Словенци     |             | 1           | 0,12%       |
| неопредељени | неопредељени |             | 9           | 1,11%       |
| регион. опр. | регион. опр. |             | 3           | 0,37%       |
| непознато    | непознато    |             | 11          | 1,36%       |
| укупно: 808  |              |             |             |             |